# Crossbones (personaggio)
Crossbones, il cui vero nome è Brock Rumlow, è un personaggio dei fumetti creato da Mark Gruenwald (testi) e Kieron Dwyer (disegni), pubblicato dalla Marvel Comics. La sua prima apparizione avviene in Captain America (vol. 1) n. 359 (ottobre 1989), seppur come figura celata dall'ombra e mostrata per intero solamente nel numero successivo, Captain America (vol. 1) n. 360 (novembre 1989).
Spietato sicario al servizio del principale antagonista di Capitan America, il Teschio Rosso, Crossbones ne è in assoluto il discepolo più fedele, condividendone appieno gli ideali e credendo ciecamente nel suo sogno di caos, distruzione e morte.

## Biografia del personaggio

### Origini
Nato nel Lower East Side di New York, Brock Rumlow, spesso definito uno psicopatico diviene noto nel suo quartiere col soprannome di "Bing" e, da ragazzo, si mette a capo di una banda di teppisti chiamata "Savage Crimes" finché, dopo aver brutalizzato e stuprato l'allora quindicenne Rachel Leighton due dei suoi fratelli maggiori, Willy e Ricky, lo affrontano per vendicarla perdendo entrambi la vita sotto la smisurata forza dei suoi colpi e costringendolo a lasciare la città per evitare di venire arrestato con l'accusa di omicidio di primo grado. Fatte perdere le proprie tracce, il giovane si iscrive all'accademia criminale di Taskmaster che, nel giro di tre anni, riconosce in lui il suo miglior studente, tanto da farlo diventare a sua volta un istruttore col nome d'arte di "Bingo Brock".
Divenuto in seguito un mercenario, il suo talento fa sì che venga assoldato dal Teschio Rosso, il quale lo mette a capo di una task force per assaltare il castello in Svizzera di Arnim Zola; il gruppo viene però sopraffatto dalle trappole disseminatevi e Rumlow è il solo a rimanere vivo fino all'ultimo, cosa che impressiona a tal punto il capo di Zola, il vero Teschio Rosso, da far sì che gli risparmi la vita nominandolo suo luogotenente ed assegnandogli il nome in codice di "Crossbones".
Mandato in missione per sorvegliare le manovre del Barone Zemo volte al ritrovamento della "Pietra di Sangue", Crossbones affronta per la prima volta Capitan America riuscendo a sconfiggere facilmente Diamante ma fallendo nel recupero dell'artefatto, che è costretto a distruggere quando l'entità che lo abita tenta di possedere Zemo. Tentando di rimediare, Crossbones rapisce dunque Diamante al fine di attirare in trappola Capitan America e ucciderlo ma questi riesce a sconfiggerlo e a liberare la donna amata costringendo il sicario alla fuga.

### Sicario di Teschio Rosso
Successivamente scopre della scomparsa del Teschio Rosso e, dando prova della sua assoluta fedeltà, assembla la Ciurma degli Scheletri e si mette sulle sue tracce per poi trovarlo sepolto vivo da Magneto e salvargli la vita.
In seguito prende parte all'esposizione dell'A.I.M., affronta Devil durante un tentativo fallimentare di assassinare Kingpin, ferma Bullseye dal conseguente tentato omicidio di Teschio Rosso, affronta nuovamente Capitan America e soccorre il suo capo dagli Schutzheilligruppe assieme alla Ciurma degli Scheletri; quando però tenta di mettere in guardia il Teschio dal fatto che Viper, con cui questi ha una relazione, in realtà si stia solo approfittando di lui viene, per tutta risposta, licenziato.
Nel tentativo disperato di riottenere la sua posizione, Crossbones rapisce Diamante e la segrega in un'ala abbandonata della metropolitana per compiere su di lei un lavaggio del cervello volto a spezzarla, renderla un'efficace assassina e usarla contro Capitan America. In questa circostanza la donna riconosce in Crossbones l'uomo che l'ha violentata tempo addietro e solo l'amore provato per Steve le impedisce di impazzire e piegarsi alla volontà del criminale. Nonostante il suo piano fallisca, viene riassunto dal Teschio e si scontra col suo sostituto alla guida della Ciurma degli Scheletri, Tagliagole (Danny Leighton), che uccide con facilità rendendosi dunque responsabile della morte di tutti e tre i fratelli di Diamante senza però venir mai a sapere di tale parentela.
Poco tempo dopo viene arrestato da Capitan America e Falcon ed imprigionato al supercarcere Raft da cui tuttavia riesce ad evadere e, saputo dell'apparente morte di Teschio Rosso, rintraccia Erica Holstein, ragazza apparentemente normale la quale, dopo che questi la decondiziona dal lavaggio del cervello fattole dallo S.H.I.E.L.D., si scopre essere la figlia del Teschio: Sin, che, oltre a ereditare l'impero criminale paterno, diviene l'amante e compagna di carneficine di Crossbones.

### Civil War
Al termine della guerra civile dei superumani, Capitan America si consegna alle autorità di modo da fermare il conflitto tra la sua fazione e quella di Iron Man e viene dunque portato alla corte federale per essere processato, tuttavia, mentre è sui gradini del palazzo di giustizia, Crossbones gli spara da un palazzo di fronte con un fucile di precisione colpendolo alla spalla e nella confusione che ne consegue Sharon Carter, controllata mentalmente dal Dottor Faustus spara a bruciapelo al Capitano, uccidendolo.
Raggiunto da Falcon e dal Soldato d'Inverno (coordinati da Nick Fury) mentre tenta la fuga, Crossbones viene preso in custodia dallo S.H.I.E.L.D. e interrogato sull'accaduto sia da Wolverine che da Charles Xavier, al fine di scoprire il mandante dell'omicidio, ma l'uomo in questione, il redivivo Teschio Rosso, ha in parte cancellato la memoria del sicario affinché nessuno sappia del suo coinvolgimento e, successivamente, incarica sua figlia Sin, in testa alla Squadra dei serpenti, di farlo evadere di modo che possa tornare operativo, giusto in tempo per proteggere il suo capo dal Soldato d'Inverno.

### Capitan America: Rinato
Successivamente Bucky, nei panni del nuovo Capitan America, riarresta Crossbones ma, quando Norman Osborn prende il posto di Tony Stark a capo dello S.H.I.E.L.D. ribattezzandolo H.A.M.M.E.R., libera sia lui che Sin affinché rintraccino il Teschio Rosso e lo facciano impossessare del corpo di Capitan America di modo che guidi i Vendicatori di Osborn aumentandone la popolarità. Crossbones accompagna quindi il suo capo a Latveria, dal Dottor Destino per mettere in atto tale piano ma l'intromissione dell'Agente 13 e dei Nuovi Vendicatori permette a Cap di riprendere possesso del proprio corpo portando alla sconfitta del Teschio Rosso e a un nuovo arresto di Crossbones.
In seguito scarcerato dal governo su condizione che si unisca ai Thunderbolts, durante una delle prime missioni svolte col gruppo viene esposto a una versione corrotta delle Nebbie Terrigene ottenendo la capacità di emettere energia pirocinetica. Successivamente, quando il governo sopprime la nuova formazione dei Thunderbolts, per non tornare in carcere, Crossbones tenta la fuga e si scontra nuovamente con Capitan America ma, nel corso della battaglia, oltre a perdere il neo-acquisito potere, rimane sfigurato e viene nuovamente internato in un carcere da cui comunque evade poco tempo dopo riprendendo la carriera mercenaria e unendosi successivamente all'HYDRA.

## Poteri e abilità

Crossbones contro Wolverine.

Crossbones non possiede nessuna capacità sovrumana ma è comunque uno dei più letali killer del mondo: dotato di una corporatura massiccia e di una forza erculea possiede comunque un'agilità e una prontezza di riflessi fuori dal comune, oltre a disporre di una competenza nel combattimento corpo a corpo tale da potersi battere ad armi pari con Capitan America e da risultare in grado di assassinare supereroi e supercriminali minori con grande facilità. Considerato uno dei maggiori esperti nella lotta dell'intero pianeta, le sue conoscenze spaziano dalle tecniche militari a quelle da strada passando per varie forme di arti marziali, tanto che Taskmaster lo considera tra i suoi migliori studenti.
È anche un pilota altamente addestrato e un maestro nell'uso di tutte le armi da fuoco e bianche nonché un eccellente tiratore, sebbene prediliga l'uso della balestra e dei suoi guanti (forniti di affilate lame da polso). Si è dimostrato anche esperto torturatore, capace anche di compiere un lavaggio del cervello.
Pur non essendo un Inumano, dopo essere stato esposto a delle Nebbie Terrigene corrotte ha sviluppato la capacità di emettere fiamme dalla testa; esso tuttavia svanisce poco dopo e apparentemente non era immune, dato che l'utilizzo prolungato gli provoca delle vistose ustioni al volto.

## Altre versioni

### House of M
Nella realtà alternativa di House of M Crossbones è un membro dei Signori del male di Hood ma lascia il gruppo prima che vengano sterminati dallo S.H.I.E.L.D..

### Rinascita degli Eroi
Nell'universo de La Rinascita degli Eroi, Crossbones è un subordinato di Teschio Rosso e Master Man dotato di superpoteri grazie all'esposizione volontaria ai raggi gamma.

### Ultimate
Nell'universo Ultimate, Crossbones è un giovane teppista membro della gang dei Serpent Skull.

## Altri media

### Cinema

#### Marvel Cinematic Universe
Nel franchise del Marvel Cinematic Universe, Brock Rumlow/Crossbones è interpretato da Frank Grillo. In questa versione il personaggio è un agente S.H.I.E.L.D. a capo del Team S.T.R.I.K.E. che si rivela poi essere una talpa dell'HYDRA.
- In Captain America: The Winter Soldier (2014) Rumlow è il principale inseguitore di Captain America e dei suoi alleati per ordine di Alexander Pierce; dopo lo scontro finale al Triskelion, pur rimanendo gravemente ferito e ustionato, riesce a sopravvivere.
- In Captain America: Civil War (2016) Crossbones[41] tenta di rubare un'arma biologica da un laboratorio di Lagos, Nigeria, venendo però fermato dagli Avengers e facendosi poi saltare in aria nel vano tentativo di uccidere Captain America. Compare solo all'inizio del film e causa la morte di diversi innocenti, coinvolti nel suo atto suicida che creerà involontariamente uno dei motivi per la creazione degli "Accordi di Sokovia".
- In Avengers: Endgame (2019), dopo la battaglia di New York del primo film, Rumlow e i suoi uomini, con Jasper Sitwell, hanno l'ordine di portare in custodia lo scettro di Loki (anche se hanno intenzione di consegnarlo al dottor List, responsabile della creazione dei gemelli Quicksilver e Scarlet). Il Captain America della linea temporale principale arriva sostenendo che ha lui l'ordine dai superiori di portarlo via, e convince gli agenti sussurando all'orecchio dell'agente Jasper Sitwell: "Hail Hydra".

### Televisione
- Crossbones compare nella serie animata Ultimate Spider-Man.
- Crossbones ha un cameo in un episodio della serie animata Avengers Assemble.
- Il personaggio compare nell'anime Disk Wars: Avengers assieme a Teschio Rosso e i Signori del male.
- Crossbones compare anche nell'anime Future Avengers.
- Il personaggio compare nella serie animata Spider-Man.

### Videogiochi
- Nel videogame Captain America and The Avengers, Crossbones è un boss di fine livello.
- Il personaggio compare in LEGO Marvel's Avengers.
- Crossbones appare come personaggio giocabile nel videogioco per smartphone Marvel: Sfida dei campioni.